# Eberhard Grün
Eberhard Grün (Alemanha, 1942) é um cientista planetário alemão. Especialista em pesquisa de poeira interestelar.
É professor emérito ativo no Instituto Max Planck de Física Nuclear em Heidelberg, pesquisador associado no Laboratório de Física Atmosférica e Espacial em Boulder (Colorado). Foi professor da Universidade de Heidelberg, até aposentar-se em 2007.